# Pozioma osnowa geodezyjna w Polsce

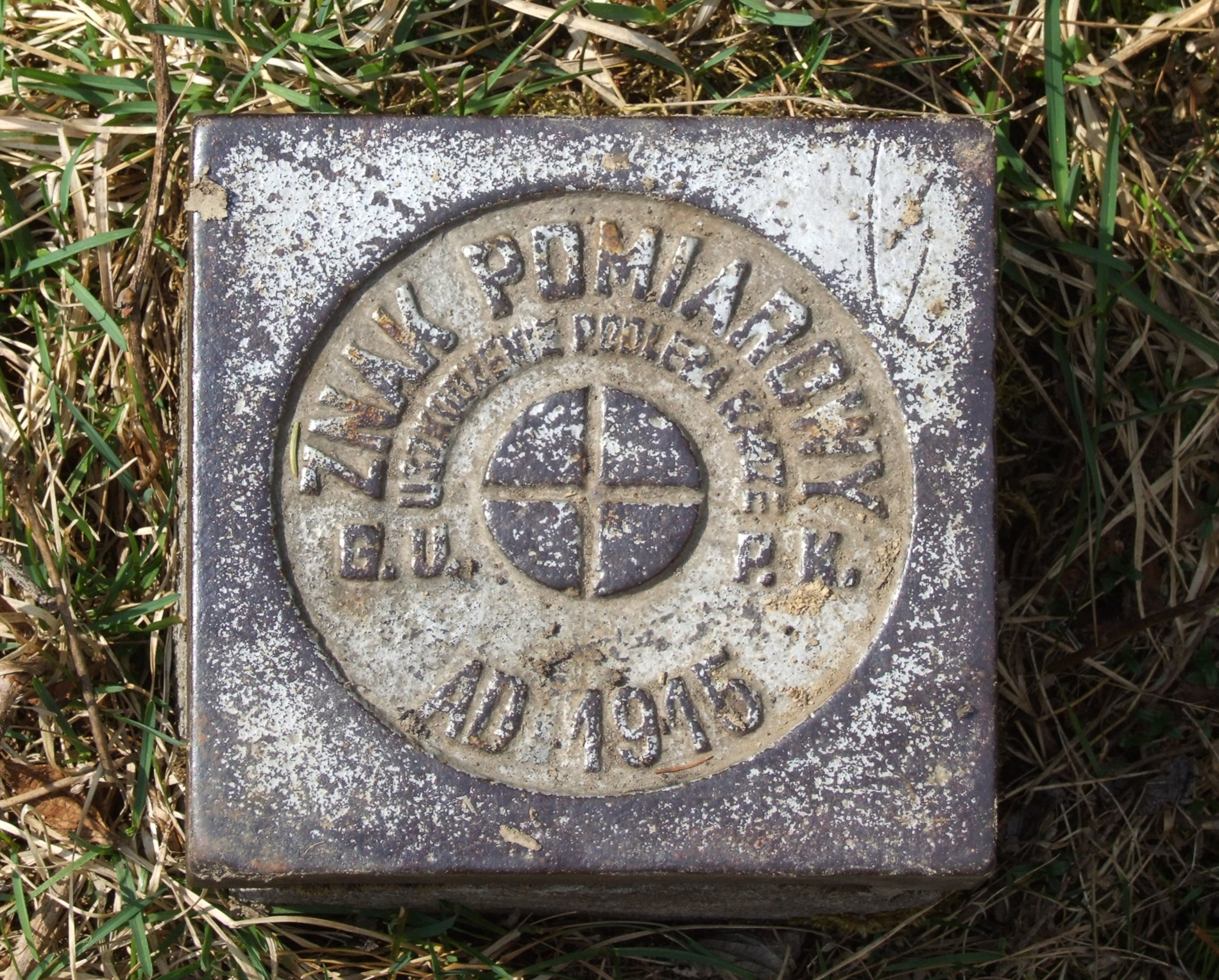
Głowica punktu szczegółowej poziomej osnowy geodezyjnej

Pozioma osnowa geodezyjna w Polsce – zbiór punktów geodezyjnych, które mają położenie wyznaczone w państwowym systemie odniesień przestrzennych, na których wyznaczono wielkości fizyczne charakterystyczne dla danego jej rodzaju oraz błąd ich wyznaczenia. Osnowy geodezyjne realizują fizycznie przyjęty układ współrzędnych, czyli tworzą układ odniesienia dla prac geodezyjnych i kartograficznych.

## Od 2021
Od 2021 roku pozioma podstawowa i szczegółowa osnowa geodezyjna jest zdefiniowana w Rozporządzeniu Ministra Rozwoju, Pracy i Technologii z dnia 6 lipca 2021 r. w sprawie osnów geodezyjnych, grawimetrycznych i magnetycznych.

### Podstawowa osnowa pozioma
Podstawowa osnowa pozioma jest jedną z rodzajów osnowy (obok wysokościowej, grawimetrycznej i magnetycznej) wydzieloną ze względu na jej funkcjonalność. Ze względu na dokładność ustalenia położenia lub wielkości fizycznej charakterystycznej dla określonego rodzaju osnów dzieli się ją na klasy:
1. fundamentalną – stanowią ją punkty wyznaczone w sieciach o najwyższej dokładności, które przenoszą na obszar Polski geodezyjny europejski układ odniesienia właściwy dla danego rodzaju osnowy
2. bazową – stanowią ją punkty, które realizują układy odniesienia właściwe dla danego rodzaju osnowy

Punkty osnowy fundamentalnej poziomej są to punkty włączone do sieci stacji referencyjnych systemu ASG-EUPOS, których średni błąd położenia poziomego nie przekracza 0,01 m oraz średni błąd wysokości elipsoidalnej nie przekracza 0,02 m. Błąd wysokości normalnej nie powinien przekraczać 0,01 m w nawiązaniu do podstawowej osnowy geodezyjnej wysokościowej. Zagęszczenie punktów tej klasy nie może być mniejsze niż 1 pkt/5000 km², natomiast termin ich okresowego przeglądu to nie więcej niż co 10 lat.
Punkty osnowy bazowej poziomej są to punkty, których średni błąd położenia nie przekracza 0,02 m oraz średni błąd wysokości elipsoidalnej tego punktu nie przekracza 0,02 m, względem klasy fundamentalnej poziomej. Błąd wysokości normalnej nie powinien przekraczać 0,05 m w nawiązaniu do geodezyjnej osnowy wysokościowej. Zagęszczenie punktów tej klasy nie może być mniejsze niż 1 pkt/500 km², natomiast termin ich okresowego przeglądu to nie więcej niż co 30 lat.

### Szczegółowa osnowa pozioma

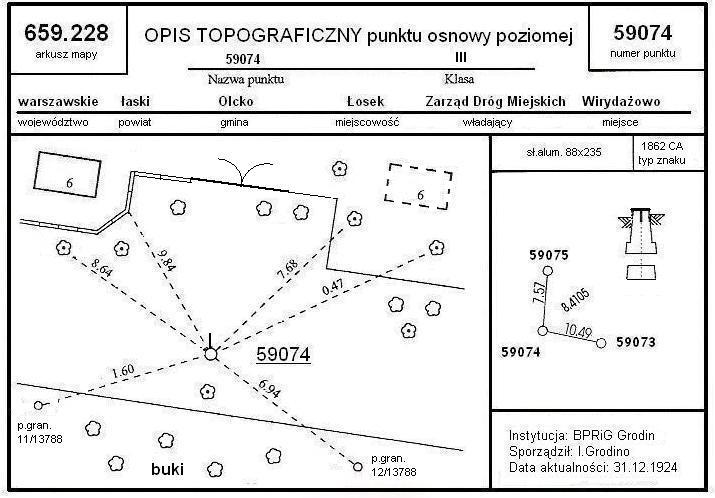
Przykładowy opis topograficzny punktu szczegółowej poziomej osnowy geodezyjnej (dawnej III klasy)

Szczegółową poziomą osnowę geodezyjną tworzą:
- punkty osnowy poziomej dawnej II klasy[a] (których średni błąd położenia względem punktów nawiązania po wyrównaniu mp ≤ 0,05 m),
- punkty osnowy poziomej dawnej III klasy[a] (których średni błąd położenia względem punktów nawiązania po wyrównaniu mp ≤ 0,10 m)
- nowo zakładane punkty, których średni błąd położenia względem punktów nawiązania po wyrównaniu jest ≤ 0,07 m.

Punkty szczegółowej osnowy poziomej zakłada się w sieciach, wykorzystując do obliczenia współrzędnych tych punktów wyniki pomiarów satelitarnych GNSS wykonanych metodą statyczną oraz wyniki klasycznych pomiarów geodezyjnych, a wysokości punktów wyznacza się z dokładnością nie mniejszą niż 0,05 m. Lokalizacja punktów (innych niż punkty stacji referencyjnych GNSS) musi zapewnić widoczność na co najmniej dwa punkty osnowy tej samej lub wyższej klasy. Punkty stabilizuje się jednopoziomowo (choć dopuszcza się oznaczenie znakiem naziemnym z częścią podziemną), znakami z tworzywa sztucznego, metalu lub innego trwałego materiału, przez ich zabetonowanie lub inne trwałe połączenie z podłożem lub z trwałym elementem budynku.
Zagęszczenie punktów tej klasy nie może być mniejsze niż:
- 1 pkt/0,2 km² na terenach zurbanizowanych
- 1 pkt/1 km² na pozostałych terenach

Przegląd znaków szczegółowej osnowy i ich uzupełnianie przeprowadza się w miarę potrzeb wynikających z lokalnego rozwoju gospodarczego - brak ścisłego oznaczenia terminu.

## 2012–2021
W latach 2012–2021 pozioma osnowa geodezyjna w Polsce zdefiniowana była Rozporządzeniem Ministra Administracji i Cyfryzacji z dnia 14 lutego 2012 r. w sprawie osnów geodezyjnych, grawimetrycznych i magnetycznych.
Ze względu na dokładność oraz sposób jej zakładania poziomą osnowę geodezyjną dzieliło się na:
1. osnowę podstawową fundamentalną – stanowiły ją punkty wyznaczone w sieciach o najwyższej dokładności, które przenoszą na obszar kraju geodezyjny układ odniesienia i układ wysokości
2. osnowę podstawową bazową – stanowiły ją punkty wyznaczone w sieciach o najwyższej dokładności realizujące przyjęte układy odniesienia, i które były rozmieszczone równomiernie na terenie Polski
3. osnowę szczegółową – stanowiły ją punkty wyznaczone w sieciach będących rozwinięciem podstawowej osnowy geodezyjnej, a stopień ich zagęszczenia był uzależniony od stopnia zurbanizowania terenu[3]

### Podstawowa osnowa pozioma
Podstawową fundamentalną osnowę poziomą tworzyły stacje referencyjne systemu ASG-EUPOS, które należą do sieci stacji permanentnych EPN, przy założeniu, że do podstawowej poziomej osnowy fundamentalnej może być włączony punkt spełniający kryteria ustalone przez podkomisję EUREF oraz średni błąd położenia punktu podstawowej poziomej osnowy fundamentalnej nie powinien przekraczać 0,01 m (X, Y) oraz 0,02 m (H). Średnie zagęszczenie punktów fundamentalnej osnowy poziomej nie powinno być mniejsze niż 1 punkt na 20 000 km2.
Podstawową bazową osnowę poziomą tworzyły punkty sieci EUREF-POL, punkty sieci POLREF, punkty główne oraz punkty rozwinięcia krajowej sieci EUVN, stacje referencyjne systemu ASG-EUPOS oraz punkty sieci astronomiczno-geodezyjnej SAG i sieci wypełniającej SW. Średnie zagęszczenie punktów bazowej osnowy poziomej, z uwzględnieniem punktów osnowy fundamentalnej, nie powinno być mniejsze niż 1 punkt na 50 km². Nowe punkty bazowej osnowy poziomej zakładało się przy wykorzystaniu techniki GNSS przy podstawowym założeniu, że średni błąd położenia punktu w odniesieniu do punktów fundamentalnej osnowy poziomej był ≤ 0,01 m (X, Y) i 0,02 m (H), przy czym wysokości punktów wyznacza się w państwowym układzie wysokościowym tak, aby punkty te spełniały minimum określone dla punktów szczegółowej osnowy wysokościowej.
Wyznaczenie współrzędnych punktów podstawowej poziomej osnowy geodezyjnej opierało się na wynikach obserwacji sygnałów emitowanych przez satelity, należących do światowych nawigacyjnych systemów satelitarnych GNSS. Punkty podstawowej poziomej osnowy geodezyjnej stabilizowało się na litej skale, na słupach ze stopą fundamentową posadowioną poniżej poziomu przemarzania gruntu lub na elementach konstrukcyjnych trwałych budowli, pod warunkiem stabilności ich położenia ≤ 0,005 m.

### Szczegółowa osnowa pozioma
Szczegółową poziomą osnowę geodezyjną stanowił zbiór punktów będących rozwinięciem podstawowej osnowy poziomej, służących do nawiązywania osnów pomiarowych i wykonywania szczegółowych pomiarów geodezyjnych.
Szczegółową poziomą osnowę geodezyjną tworzyły:
- punkty osnowy poziomej dawnej II klasy[a] (których średni błąd położenia względem punktów nawiązania po wyrównaniu mp ≤ 0,05 m),
- punkty osnowy poziomej dawnej III klasy[a] (których średni błąd położenia względem punktów nawiązania po wyrównaniu mp ≤ 0,10 m)
- nowo zakładane punkty, których średni błąd położenia względem punktów nawiązania po wyrównaniu jest ≤ 0,07 m.

Średnie zagęszczenie punktami nie powinno być mniejsze niż 1 punkt na 20 ha dla terenów zurbanizowanych i 120 ha dla terenów rolnych i leśnych.
Punkty szczegółowej poziomej osnowy geodezyjnej zakładało się w sieciach, wykorzystując obserwacje statycznych pomiarów satelitarnych GNSS, pomiarów wykonywanych w ramach systemu ASG-EUPOS oraz klasycznych pomiarów metodą poligonizacji i wcięć. Punkty powinny były mieć wyznaczone wysokości z dokładnością ≤ 0,05 m. Znaki geodezyjne w terenach zurbanizowanych stabilizuje się jednopoziomowo (znaki z plastiku, metalu lub innego materiału, po ich połączeniu z podłożem), a na terenach rolnych i leśnych dopuszczało się stabilizację dwupoziomową, z zastosowaniem słupa betonowego nie krótszego niż 0,70 m wraz z betonową płytką. 

### Pomiarowa osnowa pozioma
Dla wykonania konkretnych prac geodezyjnych, jako zagęszczenie osnowy szczegółowej, mogła być zakładana osnowa pomiarowa, której błąd położenia punktów względem osnów wyższych klas po wyrównaniu nie powinien był przekraczać 0,10 m. Rozmieszczenie i stabilizacja punktów osnowy powinna być dostosowana do potrzeb wykonania pomiarów.

## 1979–2012
W latach 1979–2012 geodezyjna osnowa pozioma była zdefiniowana w standardach geodezyjnych, które określone były poprzez instrukcje i wytyczne techniczne obowiązujące:
- w latach 1979–1999 na podstawie zarządzeń Prezesa Głównego Urzędu Geodezji i Kartografii (GUGiK)[5]; oraz
- w latach 1999–2012 na podstawie rozporządzenia Ministra Spraw Wewnętrznych i Administracji z 24 marca 1999 r.[4]

Standardem technicznym, zawierającym przepisy techniczne i porządkowe, ustalające zasady klasyfikacji i podstawowe kryteria oceny dokładności, obowiązujące przy zakładaniu podstawowej i szczegółowej poziomej osnowy geodezyjnej była Instrukcja techniczna G-1.